# آلویموپان
آلویموپان (انگلیسی: Alvimopan) دارویی است که به‌عنوان یک آنتاگونیست گیرنده μ-اپیوئیدی با اثر محیطی عمل می‌کند. این دارو با توانایی محدود برای گذر از سد خونی-مغزی و رسیدن به گیرنده‌های μ-افیونی سیستم عصبی مرکزی، از اثرات نامطلوب بالینی آنتاگونیست‌های اپیوئیدی با اثر مرکزی (مانند وارونه کردن بی‌دردی ناشی از مواد مخدر) بدون تأثیر بر محاصره مورد نظر جلوگیری می‌شود.

## کاربردها
آلویموپان در افراد برای جلوگیری از ایلئوس پس از عمل به دنبال برداشتن جزئی روده بزرگ یا کوچک همراه با آناستوموز اولیه توصیه می‌شود. این دارو دوره نقاهت دستگاه گوارش را که با زمان تا اولین حرکت روده یا گاز معده تعریف شده است، تسریع می‌کند.